# Gąska czerwonobrązowa
Gąska czerwonobrązowa (Tricholoma batschii Gulden) – gatunek grzybów należący do rodziny gąskowatych (Tricholomataceae).

## Systematyka i nazewnictwo
Pozycja w klasyfikacji: Tricholoma, Tricholomataceae, Agaricales, Agaricomycetidae, Agaricomycetes, Agaricomycotina, Basidiomycota, Fungi (według Index Fungorum).
Synonimy naukowe:

- Agaricus robustus var. subannulata (Batsch) Cooke
- Agaricus subannulatus Batsch
- Armillaria robusta var. subannulata (Batsch) McAlpine
- Gyrophila albobrunnea var. subannulata (Batsch) Quél.
- Tricholoma batschii Gulden, var. batschii
- Tricholoma batschii var. minor Bon & Perco
- Tricholoma subannulatum (Batsch) Bres.

Nazwę polską zaproponował Władysław Wojewoda w 2003 r.

## Morfologia
Kapelusz
Jest grubomięsisty i ma średnicę 5–14 cm. Kształt początkowo półkulisty, później niskołukowaty lub płaski, bez garbu, z podwiniętym brzegiem. Powierzchnia z powrastanymi promieniście włókienkami o barwie od czerwonej do kasztanowobrązowej, w środku nawet czarnobrązowej. W stanie wilgotnym jest lepki.
Blaszki
Gęste i szerokie, przy trzonie wykrojone, barwy początkowo kremowobiałej, później z ochrowym odcieniem, a często z rdzawymi cętkami na ostrzach.
Trzon
Wysokość od 5 do 10 cm, średnica 1–3 cm, kształt walcowaty, dołem rozszerzony, a u podstawy klinowato zwężony. Jest pełny i nie zmieniający barwy. Powierzchnia brązowopomarańczowa lub czerwonobrązowa i włóknista, tylko pod samym kapeluszem biała i gładka. U młodych owocników na pograniczu białej strefy pod kapeluszem i reszty trzonu występuje śluzowata obrączka, później zanikająca.
Miąższ
Gruby, mięsisty i twardy. W kapeluszu jest białawy, w podstawie trzonu ochrowy. Ma mączny zapach i smak, po pewnym czasie jednak gorzki.

## Występowanie i siedlisko
Jest szeroko rozprzestrzeniona w Ameryce Północnej i Europie. W innych rejonach świata jej występowanie jest mało znane, podano stanowiska tylko w Japonii.
Rośnie w lasach iglastych i mieszanych, głównie pod sosnami na glebach wapiennych. Owocniki wytwarza od sierpnia do listopada.
Grzyb mikoryzowy. Grzyb trujący.

## Gatunki podobne
Jest wiele podobnych gąsek brązowych, m.in:
- gąska żółtobrunatna (Tricholoma fulvum) o blaszkach żółtawych,
- gąska bukowa (Tricholoma ustale), o kapeluszu gładkim i błyszczącym a blaszkach rdzawych,
- gąska dachówkowata (Tricholoma imbricatum), która ma delikatnie łuseczkowaty kapelusz, biały miąższ i kremowe blaszki,
- gąska modrzewiowa (Tricholoma psammopus), która nie ma zapachu i rośnie tylko pod modrzewiem.